# Iglesia de La Merced (Quito)
La Basílica de Nuestra Señora de la Merced, es un templo católico localizado en el Centro Histórico de la ciudad de Quito, capital de Ecuador. Constituye la primera iglesia y principal sede de la Orden mercedaria en el país, y por ello lleva el título de Basílica.
El edificio, de color blanco, tiene cinco cúpulas, una torre cuadrada y está decorado con inscripciones incas y árabes. La construcción comenzó en 1701, la torre se completó en 1736 y la basílica fue consagrada en 1747.
El retablo mayor fue tallado y construido por Bernardo de Legarda. En su sacristía así como en el interior de la Iglesia, se encuentran varias obras del artista Víctor Mideros.

Iglesia de la Merced en 1916

Mantiene una de las bibliotecas históricas más importantes de la ciudad, tanto por su contenido como por su estado de conservación. La biblioteca de la Merced se despliega en dos plantas del ala norte de Convento y tiene acceso por el piso inferior, como por el superior. las estanterías de libros cubren las paredes de los dos pisos y están unidos en su interior por una hermosa escalera en caracol tallada en madera. De acuerdo al inventario y catalogación realizado durante el Proyecto de Conservación de la Biblioteca desde 1994 a 1997, se contabilizaron 22.000 volúmenes y más de 40.000 registros bibliográficos.
El Proyecto de Conservación de la biblioteca de la Merced fue financiado por el Instituto Getty de Conservación y administrada por la Fundación Caspicara de Quito, en donde se invirtió aproximadamente un millón de dólares. El Director del Proyecto fue el reconocido Restaurador de documentos y papel Marcos Rivadeneira Silva en el área de conservación y Ángel Oleas en el área de Catalogación.

## Personajes que reposan en el Convento
En sus bóvedas descansan, entre otros personajes ilustres, los siguientes:
- Isabel de Santiago, destacada pintora del siglo XVII.[1]
- Juan Pío de Montúfar y Frasso, primer marqués de Selva Alegre y 22.º presidente de Quito.[2]
- Rosa de Larrea-Zurbano y Santa Coloma, primera marquesa consorte de Selva Alegre.[2]
- Jacinto Sánchez de Orellana, segundo marqués de Villa de Orellana y alcalde del Cabildo colonial de Quito.[3]
- Isidoro Barriga, héroe de la independencia sudamericana y segundo esposo de la Marquesa de Solanda.[4]

## Galería

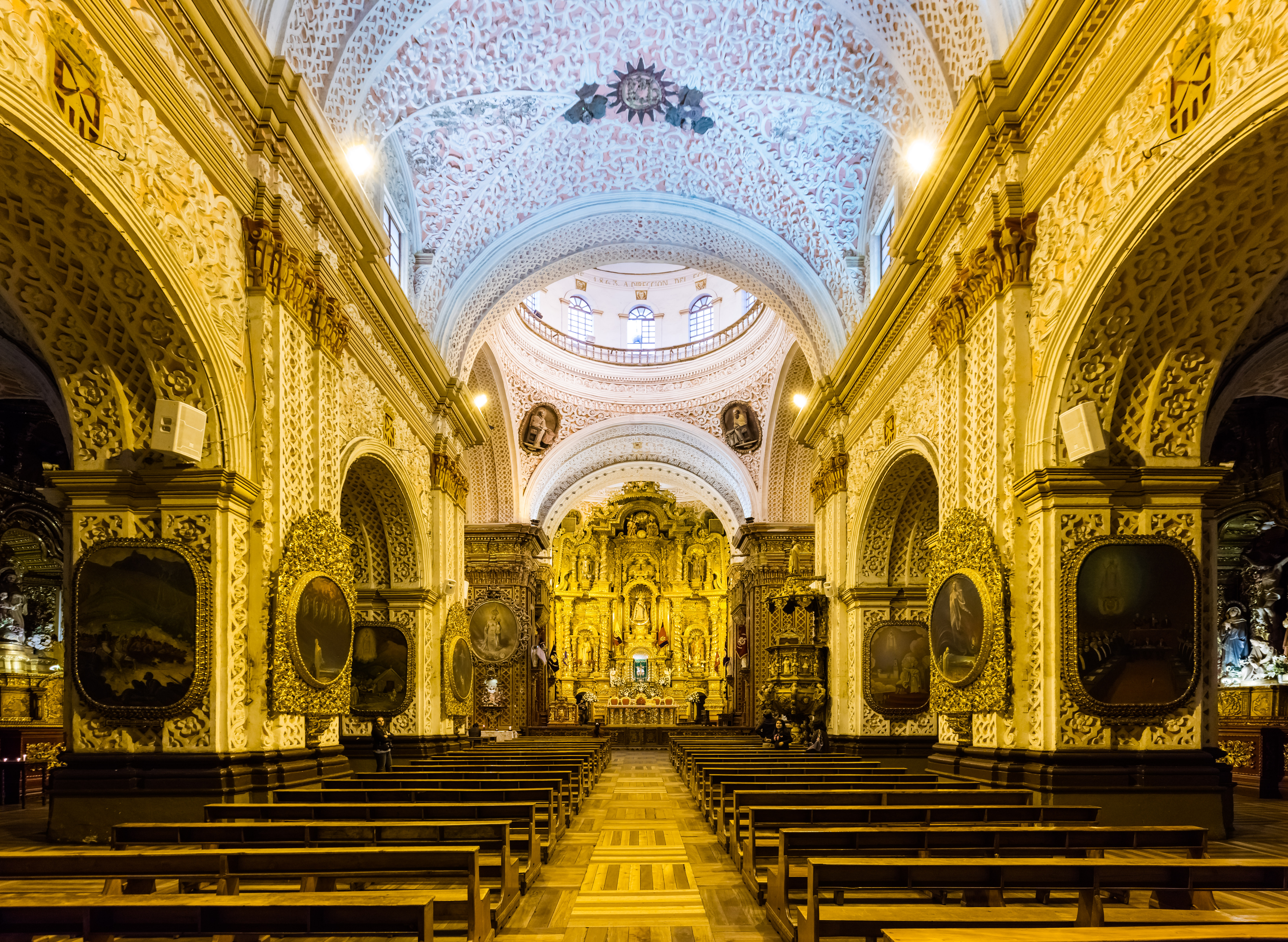
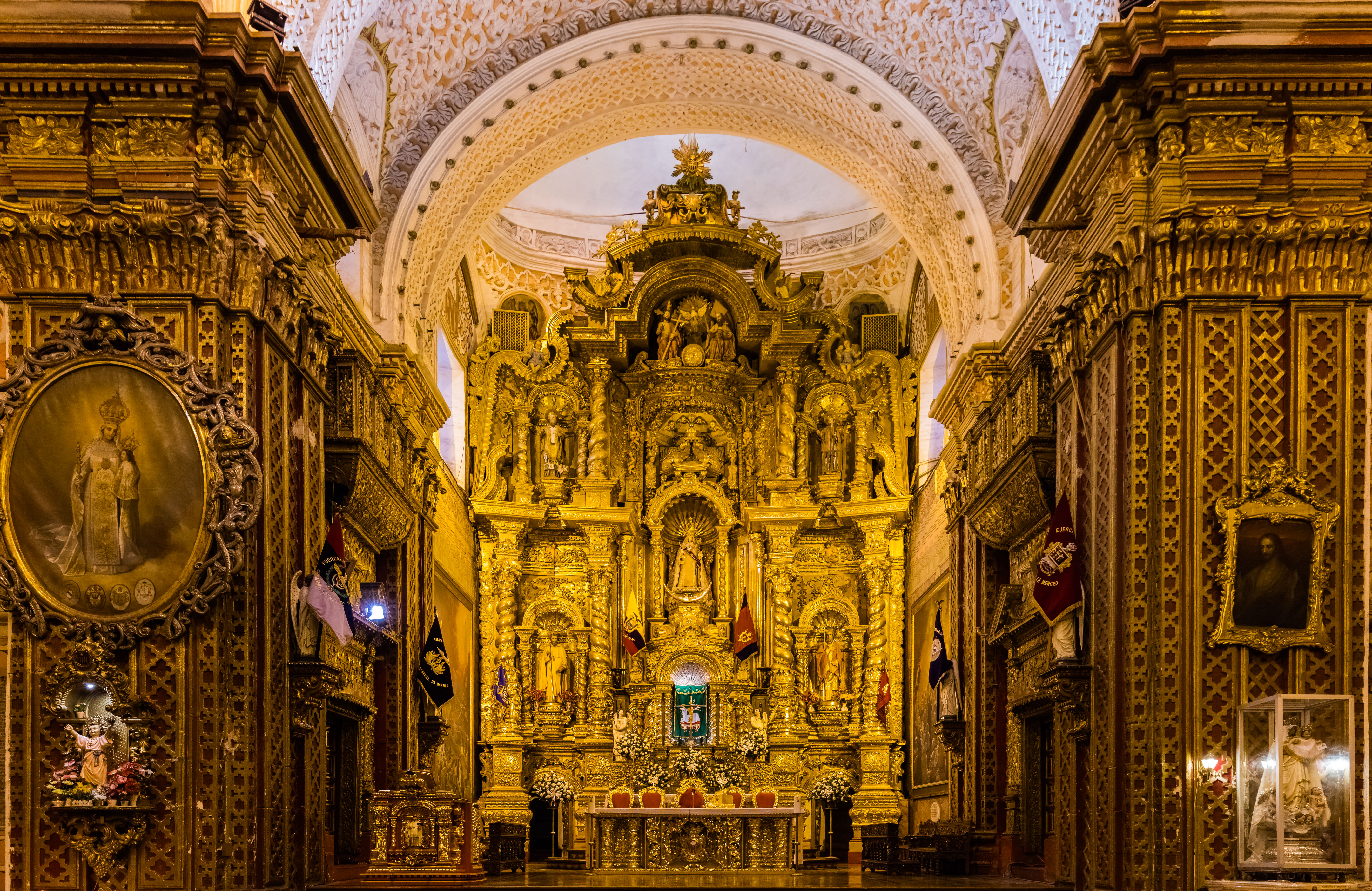
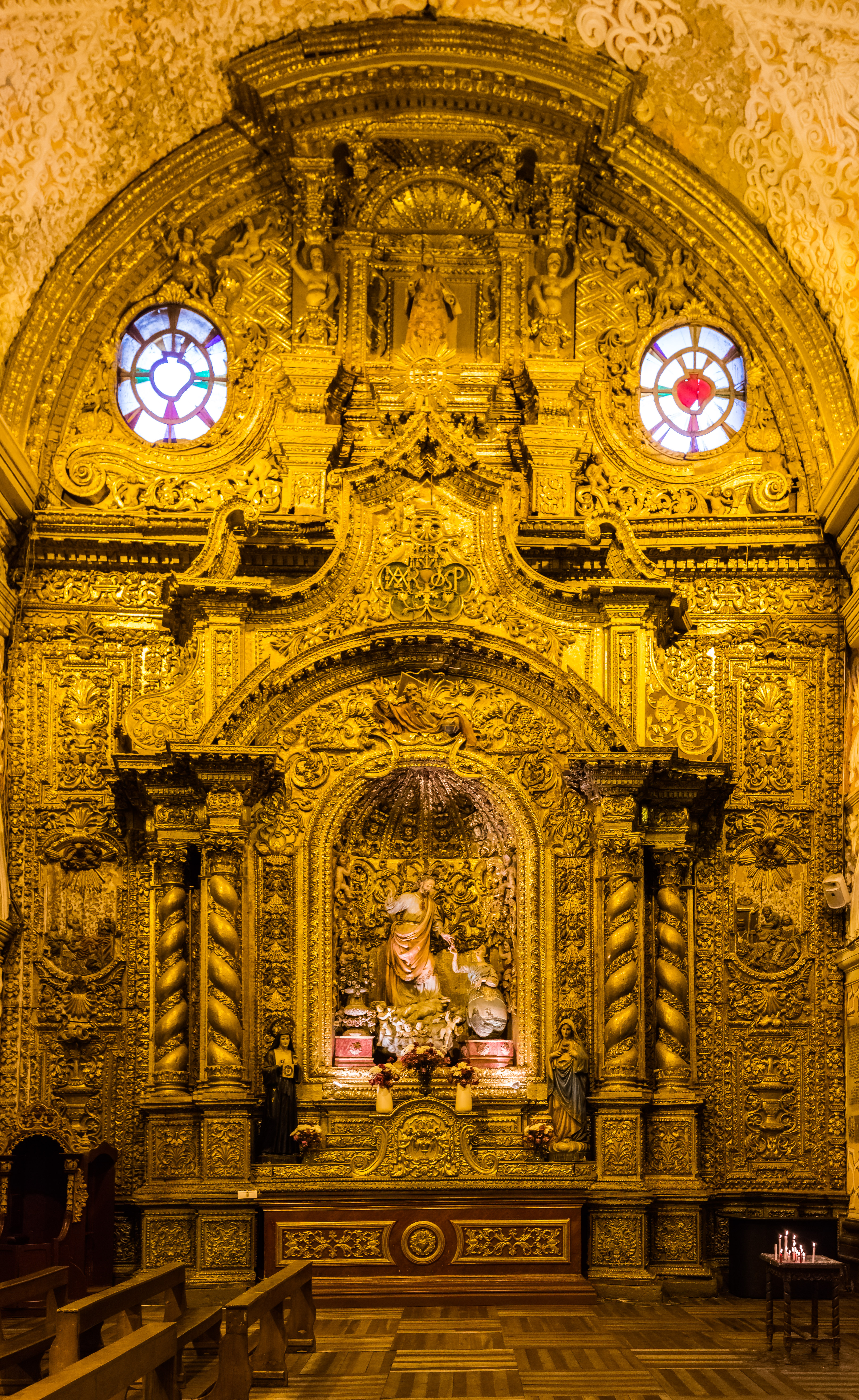